# 捷鋸鮨
捷鋸鮨為輻鰭魚綱鱸形目鱸亞目鮨科的其中一種，分布於西大西洋區，從美國北卡羅來納州至墨西哥灣海域，棲息深度可達150公尺，體長可達30公分，為底棲性魚類，屬肉食性，生活習性不明。

## 擴展閱讀
維基物種上的相關：捷鋸鮨